# 神人部氏
神人部氏（みわひとべうじ、かみひとべうじ、かむとべうじ）は、「神人部」を氏の名とする氏族。みわひとべは三輪氏の部曲で、かみひとべは神社に奉仕した神社私有の部民と見る説がある。

## 三輪氏系神人部直
三輪君の祖・大友主命や鴨君の祖・大賀茂都美命と兄弟である田々彦命を祖としている。
その子孫と思われる人物に信濃国の神人部子忍男がおり、彼の防人歌が『万葉集』二十巻に収録されている。近隣の水内郡には式内社の美和神社が存在し、屋代遺跡群から発掘された木簡にも神人部の氏姓が見える。

## その他神人部氏

### 伊勢国
『日本三代実録』貞観三年七月紀に、清原長統を告発した伊勢国安濃郡の百姓として神人部束成の名が見える。

### 遠江国
『遠江国浜名郡輸租帳』に神人部安麻呂や神人部稲村などの名前が見えるほか、伊場遺跡から出土した木簡にも神人部の名が確認できる。遠江国には神人部氏のほかにも、神人や神部、和爾神人、和爾神人部（わにのみわひとべ）などの複姓も存在し、浜名郡には大神郷や弥和山神社、大神神社が存在する。和爾神人部は和爾神人の部曲とする説がある。

### 美濃国
『半布里戸籍』の中に美濃国加茂郡の人として神人部弥屋売の名が見え、国内の多芸郡には大神神社が、大野郡には大神郷が、席田郡には美和郷が存在する。その他、美濃国には神人氏なども見られる。

### 出雲国
『出雲国大税賑給歴名帳』において、神門郡の諸郷に神人部氏の人物が複数人見られる。

### 備中国
『備中国大税負死亡帳』に窪屋郡美和郷菅生里の戸主として神人部赤猪の名が見える。

### 丹波国
兵庫県氷上郡春日町の山垣遺跡から出土した木簡に神人部加津良の名が見える。『和名類聚抄』には丹波国氷上郡美和郷が記載されている。

### 越後国
新潟県北蒲原郡中条町の中倉遺跡から出土した木簡に神人部宮加女の名が見える。

### 出羽国
秋田城遺跡から出土した木簡群に、神人部子稲□（足か）、神人部中万呂、神人部福万呂などの名が見える。

### 伊豆国
奈良県奈良市佐紀町の平城宮内裏跡東方東大溝地区から出土した木簡に、伊豆国田方郡吉妾郷の人物として神人部呰万呂の名が見える。

### 大和国の遺跡
平城宮跡や石神遺跡などから出土した木簡群に、神人部廣嶋を始めとした神人部氏が複数確認できるが、これら神人部氏の居住地については不明である。